# Fussballclub Tuggen
Il Fussballclub Tuggen è una società calcistica svizzera, con sede a Tuggen, nel Canton Svitto.
Fondata nel 1966, vanta una presenza in Lega Nazionale B, nella stagione 1994-1995. Milita nella 1ª Lega, la quarta serie del campionato svizzero di calcio.

## Palmarès

### Competizioni nazionali
- 1ª Lega: 6

2004-2005, 2005-2006, 2011-2012, 2019-2020, 2021-2022, 2023-2024

## Organico

### Rosa 2015-2016
Aggiornata al 20 giugno 2016.
| N. |                               | Ruolo | Calciatore         |
| -- | ----------------------------- | ----- | ------------------ |
| 1  | Svizzera (bandiera)           | P     | Timon Waldvogel    |
| 3  | Svizzera (bandiera)           | D     | Antonio Piperno    |
| 4  | Svizzera (bandiera)           | D     | Raymond Tinner     |
| 5  | Svizzera (bandiera)           | D     | Nico Weibel        |
| 6  | Macedonia del Nord (bandiera) | C     | Enis Ramadani      |
| 7  | Macedonia del Nord (bandiera) | A     | Jakub Jakupov      |
| 8  | Svizzera (bandiera)           | C     | Cyril Schiendorfer |
| 9  | Montenegro (bandiera)         | A     | Anes Zverotic      |
| 10 | Rep. Dominicana (bandiera)    | C     | Javier Santana     |
| 11 | Svizzera (bandiera)           | A     | Daniel Senn        |
| 13 | Kosovo (bandiera)             | C     | Kristian Nushi     |

| N. |                               | Ruolo | Calciatore           |
| -- | ----------------------------- | ----- | -------------------- |
| 14 | Svizzera (bandiera)           | D     | Sandro Gugelmann     |
| 15 | Svizzera (bandiera)           | D     | Dominik Schiendorfer |
| 16 | Italia (bandiera)             | D     | David Trovato        |
| 17 | Macedonia del Nord (bandiera) | C     | Erzen Murtisi        |
| 18 | Svizzera (bandiera)           | C     | Jonas Moser          |
| 19 | Svizzera (bandiera)           | A     | Dominik Kuhn         |
| 20 | Svizzera (bandiera)           | D     | Christian Schlauri   |
| 21 | Svizzera (bandiera)           | C     | Davide D'Acunto      |
| 22 | Italia (bandiera)             | A     | William Pizzi        |
| 28 | Svizzera (bandiera)           | P     | Yves Cardoso         |

### Staff tecnico
| Allenatore:              | Adrian Allenspach |
| Assistente allenatore:   | Albert Geiger     |
| Allenatore dei portieri: | Urs Meier         |